# Chùa Sải
Chùa Sải, tên chữ là Tĩnh Lâu tự, nằm bên bờ Hồ Tây trên địa phận làng Hồ Khẩu thuộc tổng Trung, huyện Vĩnh Thuận, phủ Hoài Đức, nay là phường Bưởi, quận Tây Hồ, thành phố Hà Nội.
Chùa Tĩnh Lâu được công nhận di tích lịch sử văn hóa theo Quyết định số 1460 QĐ/BT ngày 26 tháng 6 năm 1996 của Bộ Văn hóa - Thông tin Việt Nam.

## Lịch sử
Theo văn bia cổ còn lưu giữ tại chùa, ngôi chùa nằm trên một diện tích rộng lớn đến 10 công mẫu, sát mép nước hồ Tây. Theo các nhà nghiên cứu văn hóa thì chùa Tĩnh Lâu có từ thời Lý. Trước đây chùa có tên gọi là Thanh Lâu tự và có tên gọi nôm là chùa Sải, về sau đến thời nhà Nguyễn thì đổi tên thành chùa Tĩnh Lâu.
Gần 0h ngày 5 thắng 11 năm 2016, hỏa hoạn bùng lên tại chùa Tĩnh Lâu (quận Tây Hồ, Hà Nội). Nhà tổ, nơi thờ sư trụ trì chùa các đời, gần như bị thiêu rụi. Theo ghi nhận, hỏa hoạn được phát hiện tại chùa Tĩnh Lâu khoảng 23h40 ngày 4 tháng 11 năm 2016 và nhanh chóng bốc cao. Từ xa cả km, nhiều người quan sát thấy lửa và cột khói bốc lên ven hồ Tây.

## Cảnh quan
Chùa được dựng trong một khu vực có cảnh quan đẹp, phía trước chùa là hồ Tây, và cảnh quan toàn khu vực còn có sự hiện diện của chùa Trấn Quốc, đền Vệ Quốc, phủ Tây Hồ... tạo nên một quần thể di tích văn hóa.

## Đặc điểm
Tam quan chùa làm theo kiểu vòm cuốn với kiến trúc hai tầng tám lá mái, được lợp ngói theo kiểu ngói ống giả vôi vữa tạo ra vẻ thanh thoát nhẹ nhàng. Khu chính điện của chùa được kết cấu theo kiểu chữ đinh (丁), gồm năm gian tiền đường và bốn gian hậu cung. Mái chùa lợp ngói mũi hài, bờ nóc ở hai đầu kìm đắp hai dấu vuông, bờ dải phía dưới xây theo kiểu tam cấp trên trang trí các hoa văn hình chữ triện. Phía trước chùa được mở đầu bằng hai cột đồng trụ xây nối liền với tường hồi của gian tiền đường, trên đỉnh cột đồng đắp đôi nghê trong tư thế chầu nhằm thể hiện mục đích soi xét tâm linh con người trước khi bước vào cửa thiền. Dưới mỗi đôi nghê là mui luyện, lồng đèn và trên đó đều đắp các hình trang trí như đầu rồng, mặt hổ phù, hoa lá v.v. Thân trụ được tạo vuông các mặt để viết câu đối lên trên đó.
Trong chùa Tĩnh Lâu còn lưu giữ được những tác phẩm có giá trị mang phong cách nghệ thuật Việt Nam từ thế kỷ 17. Đáng chú ý là tòa Cửu Long của chùa được làm khác với các các tòa Cửu Long khác, mang dáng dấp của một chiếc lọng che (bảo cái).
Ba pho tượng Tam thế trong chùa được tạo tác vừa phải gần với kích cỡ của người thật, trong tư thế ngồi kiết già trên đài sen ba lớp với khuôn mặt thon nhỏ, sống mũi thẳng, miệng hơi mỉm cười và đôi mắt khép hờ như đang nhìn xuống. Ngoài ra còn có 38 pho tượng lớn nhỏ khác, trong đó bộ tượng A Di Đà cao 1,34m là bộ tượng lớn nhất trong Phật điện. Tại cửa ra vào còn treo một quả chuông đồng được đúc vào năm Cảnh Thịnh thứ 7 (1799), trên chuông khắc dòng chữ Thanh Lâu thiền tự (nghĩa là chuông chùa Thanh Lâu).
Trong chùa còn lưu giữ 15 tấm bia đá, khu vườn Tháp mộ cùng nhiều hoành phi, câu đối cổ đã khiến cho di tích chùa Tĩnh Lâu trở thành một công trình kiến trúc Phật giáo hoàn chỉnh và là một cấu trúc nguyên mẫu về chùa cổ Việt Nam.

## Phát hiện mộ cổ
Tháng 4 năm 2007, trong khi đào bới bằng xà beng, tốp thợ đã phát hiện một ngôi mộ cổ được táng theo kiểu "trong quan ngoài quách". Với kiểu xây dựng hình mu rùa, bước đầu xác định ngôi mộ này dành cho một người đã khuất thuộc tầng lớp thuộc hàng vương thất, quan lại hoặc chí ít cũng là người giàu có.
Trên nền đất chùa Tĩnh Lâu cách đây khoảng 40 năm cũng từng phát hiện một ngôi mộ của một công chúa.